# Nariño (departament)
Nariño – departament Kolumbii. Nazwany został na cześć Antonio Nariño.  Leży w zachodniej części kraju, graniczy z Ekwadorem i Pacyfikiem. Stolicą departamentu Nariño jest miasto Pasto.

## Gminy
1. Aldana
2. Ancuya
3. Barbacoas
4. Belén
5. Buesaco
6. Chachagüí
7. Contadero
8. Córdoba
9. Cumbal
10. Cumbitara
11. El Charco
12. El Peñol
13. El Rosario
14. El Tablón
15. El Tambo
16. Funes
17. Guachucal
18. Guaitarilla
19. Gualmatán
20. Iles
21. Imués
22. Ipiales
23. La Cruz
24. La Florida
25. La Llanada
26. La Tola
27. La Unión
28. Leiva
29. Linares
30. Mosquera
31. Nariño
32. Ospina
33. Pasto
34. Policarpa
35. Potosí
36. Providencia
37. Puerres
38. Pupiales
39. Ricaurte
40. Samaniego
41. Sandoná
42. San Bernardo
43. San Lorenzo
44. San Pablo
45. San Pedro de Cartago
46. Sapuyes
47. Taminango
48. Tangua
49. Tumaco
50. Túquerres
51. Yacuanquer